# George Adamski
George Adamski (17 april 1891 – 26 februari 1965, Silver Spring, Maryland) was een in Polen geboren Amerikaanse sciencefictionschrijver en ufoloog.

## Ufoloog
In de Verenigde Staten begon aan het einde van de jaren 1940 met het zogeheten Roswellincident een ufo-rage. Kort na de beëindiging van de Tweede Wereldoorlog en aan het begin van de Koude Oorlog werd door sommigen een nieuw gevaar ontwaard. Wat eerst nog fictie was, zoals bijvoorbeeld beschreven in de eind 19e eeuw verschenen roman The War of the Worlds, werd nu door sommigen voor realiteit gehouden. De aarde zou worden bezocht door buitenaardse wezens. Deze wezens en/of hun ruimtevaartuigen zouden reeds zijn gesignaleerd. In dezelfde tijd publiceerden auteurs als Wernher von Braun en kunstenaar Willy Ley futuristische boeken over de nog in de kinderschoenen staande ruimtevaart, met ideeën
over reizen naar de maan en andere planeten.
Adamski was een van de eerste personen die verkondigden zelf ufo's ofwel 'vliegende schotels' gezien en gefotografeerd te hebben. Hij zou ook aliens ontmoet hebben en met hen mee gevlogen zijn. Een van de boeken die hij schreef om zijn beweringen te staven was de bestseller Flying Saucers Have Landed uit 1953, dat hij samen schreef met de Brit Desmond Leslie. In Nederland beleefde de vertaling De vliegende schotels zijn geland in 1954 kort na elkaar meerdere drukken. In het boek beschreef Adamski een ontmoeting die hij in 1952 zou hebben gehad in Arizona met een bewoner van de planeet Venus die naar de aarde zou zijn gekomen "om de gevolgen van de atoombom te bestuderen". Hij had met hem naar eigen zeggen telepathisch kunnen spreken. Volgens Adamski werd de aarde wel vaker door wezens van andere planeten bezocht, ze zouden steevast landen in onbewoonde gebieden uit vrees voor geweld.
Zijn werk werd bekritiseerd door sceptici en astronomen en veelal beschouwd als fictief. Sommigen noemden het regelrecht bedrog. In 1975 werd Adamski definitief ontmaskerd als bedrieger: een door hem gemaakte foto van een 'ufo' bleek een close-up van een bierkoeler. Sciencefictionschrijver Arthur C. Clarke schrijft in zijn roman 3001: The final odyssey dat ufologen aan 'Adamski's ziekte' lijden.

## Bezoek aan koningin Juliana
In 1959 bezocht Adamski op haar uitnodiging koningin Juliana om zijn bezoek aan Venus en de Venusianen toe te lichten. Bij die gelegenheid beweerde hij door een "internationale organisatie" te worden vervolgd. Dit leidde tot imagoschade voor de koningin, drie jaar na de Greet Hofmans-affaire. Een audiëntie aan het Britse hof werd Adamski geweigerd. In 1963 zou hij ook door de toenmalige paus worden ontvangen.

## Publicaties van Adamski over vliegende schotels
- Flying Saucers Have Landed (1953), British Book Centre, ISBN 978-0-85435-180-0; gelijktijdig in het Verenigd Konkrijk uitgebracht door Thomas Werner Laurie (meermalen herdrukt)
- Inside the Space Ships (1955), Abelard-Schuman, OCLC 543169 (herdrukt in 1967 als Inside the Flying Saucers, Warner Paperback Library, OCLC 1747128) Nu herdrukt door de George Adamski Foundation
- Cosmic Philosophy (1961), eigen uitgave (herdrukt 1972, Pine Hill Press OCLC 13371492)
- Flying Saucers Farewell (1961), Abelard-Schuman, OCLC 964949 (herdrukt in 1967 als [The Strange People, Powers, Events] Behind the Flying Saucer Mystery, Warner Paperback Library, OCLC 4020003)
- Flying Saucers Have Landed, herziene en uitgebreide druk (1970), Neville Spearman, UK, ISBN